# Gabinet Williama Henry’ego Harrisona
Gabinet Williama Henry’ego  Harrisona – został powołany i zaprzysiężony w 1841.

## Skład
| Departament/Funkcja | Zdjęcie | Imię i nazwisko        | Kadencja |
| ------------------- | ------- | ---------------------- | -------- |
| Prezydent           |         | William Henry Harrison | 1841     |
| Wiceprezydent       |         | John Tyler             | 1841     |
| Sekretarz stanu     |         | Daniel Webster         | 1841     |
| Wojna               |         | John Bell              | 1841     |
| Skarb               |         | Thomas Ewing           | 1841     |
| Sprawiedliwość      |         | John J. Crittenden     | 1841     |
| Poczta              |         | Francis Granger        | 1841     |
| Marynarka wojenna   |         | George E. Badger       | 1841     |